# Sankt Mikaels og Sankt Georgs orden
The Most Distinguished Order of Saint Michael and Saint George er en britisk orden, der blev grundlagt den 28. april 1818 af Georg 4. af Storbritannien. 
Stiftelsen skete, mens prins Georg af Wales var prinsregent for sin far Georg 3. af Storbritannien. Ordenen er navngivet efter to militære helgener, nemlig Ærkeenglen Mikael og Sankt Jørgen (Saint George på engelsk).

## Fra Middelhavet til diplomatiet
Oprindeligt blev ordenen delt ud til fortjenstfulde indbyggere på Malta, Korfu og de mindre Ioniske Øer. I 1868 blev ordenen udvidet til at omfatte hele det Britiske Imperium. Fra 1877 blev ordenen tildelt for virke i udlandet, i kolonierne eller i diplomatiet.
I nutiden tildeles ordenen for belønning af diplomatiske fortjenester og for fremme af britiske interesser i udlandet. Både briter og udlændinge kan få tildelt ordenen. 

## Klasser
Ordenen har tre klasser, sorteret i faldende orden efter rang:
- Knight Grand Cross eller Dame Grand Cross (GCMG)
- Knight Commander (KCMG) eller Dame Commander (DCMG)
- Companion (CMG)

## Titler
Personer, der tilhører de to øverste klasser, kan anvende titlen Sir eller Dame foran deres fornavne. Hustruen til en sådan Sir bruger titlen lady foran sit efternavn (i praksis: foran ægteparrets fælles efternavn). En Dames ægtemand får ikke en tilsvarende titel.